# Àguila tirana
L'aguila tirana (Spizaetus tyrannus) és una espècie d'ocell de la família dels accipítrids (Accipitridae). Habita els boscos de la zona Neotropical, des de Veracruz i Chiapas cap al sud, a través d'Amèrica Central i del Sud fins a l'oest del Perú, nord-est de Bolívia, sud del Brasil, est del Paraguai i nord-est de l'Argentina.El seu estat de conservació es considera de risc mínim.